# John Palmer (Komponist)

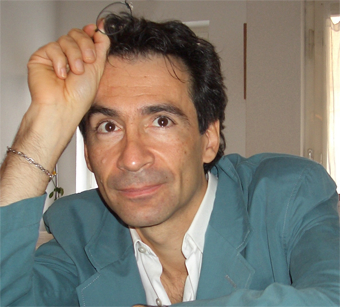
John Palmer

John Palmer (* 1959) ist ein britischer Komponist,  Pianist,  Musikwissenschaftler sowie Hochschulprofessor für Hörerziehung. Er hat Lehrpositionen in England, der Schweiz und Deutschland bekleidet und Meisterkurse an Universitäten und Musikhochschulen in Europa gegeben. Seine Werke werden von Composers Edition verlegt.

## Leben
John Palmer studierte Klavier in Zürich und an der Musikhochschule Luzern bei Grazia Wendling und Eva Serman, wo er sein Klavierdiplom erhielt. Er nahm an Kompositionskursen bei Edisson Wassiljewitsch Denissow und Vinko Globokar teil. Nachdiplomstudien führten ihn zurück nach London, zunächst ans Trinity College of Music, wo er ein Fellowship Diploma in Komposition erhielt, dann an die Royal Holloway University of London und an die City University London, wo er mit einer Arbeit über "Formal Strategies in Composition" promoviert wurde. Er studierte Dirigieren bei Alan Hazeldine an der Guildhall School of Music and Drama in London und Analyse bei Jonathan Cross an der University of Bristol. Palmer studierte auch bei Vinko Globokar und nahm an Internationalen Meisterkursen in Dartington in England teil. Anschließend befasste er sich besonders mit der Musik von Jonathan Harvey, bei dem er drei Jahre lang privat studierte.
Seit 1980 hat Palmer für Orchester und verschiedene kammermusikalische Besetzungen sowie instrumentale, Chor- und elektroakustische Musik komponiert. Aufführungen und Konzerttätigkeiten als Komponist, Pianist und Performer mit Live-Elektronik führten ihn nach Europa, Amerika und Asien. Palmer ist Professor für Hörerziehung an der Stuttgarter Hochschule für Musik und darstellende Kunst.

## Kompositionen (Auswahl)

### Oper
- Re di Donne (2019) Kammeroper für 4 Sänger und Ensemble mit Elektronik

### Orchester
- Omen (1991) für Orchester mit Chor
- Concertino (1991)
- Hypothetical Questions (1992, rev. 2012)
- There (1992 rev. 2019) für Streichorchester und Streichquartett
- Klavierkonzert (2002) für mikrotonales Klavier, Orchester und Chor
- Doppelkonzert für Violine, Cello und Orchester (2016)
- Not Two (2017) für Orchester

### Kammerorchester
- You (1992–2008) für solo Posaune und Kammerorchester
- Legend (1994–2008) für solo Harfe und Kammerorchester

### Musiktheater
- Utopia (1989-rev. 2019) für Mezzosopran, Flöte, Oboe, Klarinette, Horn, Fagott, und Elektronik.

### Ensemble
- Koan (1999) für solo Shakuhachi und Ensemble (Fl, Ob, B-Klar, Schl, Kl, Vl, Vla, Vc)
- Asgard (1987–2001) für Fl, B-Klar, Vl, Vla, Cello, Klavier, 2 Sprecher, Elektronik
- Waka (2003) für solo Schlagzeug und Ensemble (Fl, Ob, B-Klar, Klavier, Vl, Vla, Vc)
- Transparence (2014) für solo Viola und Ensemble mit Elektronik
- Blurring Definitions (2016) für Ensemble

### Kammermusik
- First String Quartet (jeu de mort) (1986)
- Theorem (1995) für Klaviertrio
- Second String Quartet (dream) (1996)
- Between (2000) für Violine und Cembalo
- Transitions (2000) für Violine, Klarinette, Cello, Klavier
- Still (2001) für Bassflöte, 6 & 12-saitige Gitarre, Viola
- Transference (2010) für Flöte, Klarinette, Violine, Cello, Klavier
- Crossing dialogues (2013) für Violine, Cello, Vibraphon, Klavier
- Towards the soul (2015) für Posaunenquartett
- Transgression (2023) für solo Cello, Flöte, Violine und Klavier

### Instrumental
- Poem for the Absurd (1985) für Klavier
- Hieroglyphs (1986) für Klavier
- Musica Reservata (1989) für Klavier
- Satori (1999) für Cembalo
- Hinayana (1999) für Oboe
- Drang (1999) für Akkordeon
- Without (2004) für Violine
- Almost (2006) für Cello
- Over (2006) für Violine
- En avant (2006) für Klavier
- Trans-solo 1 (2010) für Klavier
- Trans-solo 2 (2010) für B-Klarinette
- Verso l'alto (2013) für Viola
- Anagrams (2014) für Klavier
- Hypothesis (2018) für Schlagzeug
- Vajra (2018) für Cembalo
- Lux Ardens (2022) für Cello
- Lux Vivens (2023) für Cello
- Mosaic (1998-rev.2023) für Cembalo
- Lux Serena (2024) für Cello

### Elektroakustisch (inklusive akusmatisch)
- Beyond the Bridge (1993) für Cello und Elektronik
- Renge-Kyo (1993) für Klavier und Elektronik
- Vision (1994) für Cembalo und Elektronik
- Epitaph (1994) für Cello und Elektronik
- Encounter (1998) für Cembalo, World Percussion und Elektronik
- "…as it flies…" (2001) für elektronische Klänge (Tonband)
- Transfiguration (1999–2006) für Posaune und Elektronik
- I am (2002) für elektronische Klänge (Tonband)
- Inwards (2005–06) für Bassflöte und Elektronik
- In the Temple (2007) für elektronische Klänge (Tonband)
- Present Otherness (2008) für elektronische Klänge (Tonband)
- Mémoires (2011) für elektronische Klänge (Tonband)
- Undying Borders (2015) für Violine und Elektronik
- Woanders (2017) für Klavier und Elektronik

## Preise/Ehrungen
- 1990: Cornelius Cardew Kompositionswettbewerb, London: special mention für in memory of a friend, für Soprano und Klavier.
- 1992: Kulturpreis der Stadt Luzern, Schweiz: erster Preis für Omen, für Orchester und Chor.
- 1994: Grand Prix Internationaux Bourges, Frankreich, Sektion Quadrivium: zweiter Preis für Beyond the Bridge, für Cello und Elektronik.
- 1995: Surrey Sinfonietta Kompositionswettbewerbs, London: Erster Preis für Concertino, für Orchester.
- 1996: 1. Tokyo Internationales Wettbewerb für Kammermusikkomposition: zweiter Preis für Theorem, für Violine, Cello und Klavier.
- 1996: Internationaler Kompositionspreis der Stadt Klagenfurt, Österreich: zweiter Preis für Second String Quartet.
- 2009: Grand Prix Internationaux Bourges, Frankreich, Sektion Trivium, 3. Kategorie: Auswahl des Werkes Transient für Soprano, Präpariertes Klavier und Elektronik.
- 2010: Internationale Kompositionspreis „Citta' di Udine“, Italien: Spezielle Auszeichnung und Ehrenmedaille des Präsidenten der Italienischen Republik für Transference, für Flöte, Klarinette, Violine, Cello und Klavier.
- 2011: Presque Rien International Competition Prize, Paris: Preis für mémoires, für elektroakustische Klänge.

## Diskographie
- Beyond the Bridge in Edition Memnosyne, Synthese 8, LD278058/59.
- Beyond the Bridge – Sargasso SCD 28023.
- Between – Sargasso SCD 28038.
- Encounter – Sargasso SCD 28038.
- Drang – Sargasso SCD 28059.
- Epitaph in Electroshock, 3 ELCD 007.
- Epitaph – Sargasso SCD 28038.
- Fado – Sargasso SCD 28059.
- Hinayana – Sargasso SCD 28038
- I Am - Animato Records ACD6143.
- In the temple - Animato Records ACD6144.
- Inwards – Sargasso SCD 28059.
- Koan – Sargasso SCD 28049.
- Mémoires in Presque Rien Competition Prize CD Label, Vol. I, Paris 2017. (Limited Edition).
- Musica Reservata - Animato Records ACD6136.
- Nowhere to hide in Other Places, NEOS 12423 (2024).
- Phonai – Sargasso SCD 28023.
- Phonai in Electroshock, 2 ELCD 006.
- Present Otherness in Sargasso SCD 28057.
- Renge-Kyo – Sargasso SCD 28023.
- Satori – Sargasso SCD 28049.
- Somewhere in Other Places, NEOS 12423 (2024).
- Shambhala in Other Places, NEOS 12423 (2024).
- Spirits – Sargasso SCD 28023.
- Still – Sargasso SCD 28049.
- Theorem in Living Artists Recordings, Vol. 3, USA.
- There in Other Places, NEOS 12423 (2024).
- Thereafter in Other Places, NEOS 12423 (2024).
- Transference - Taukay CD137.
- Transient – Sargasso SCD 28059.
- Transfiguration – Sargasso SCD 28059.
- Verso L'Alto in 20 Jahre Ensemble Plus, ORF Vorarlberg CD Label, 2016. (Limited Edition).
- Verso L'Alto in Other Places, NEOS 12423 (2024).
- Vision – Sargasso SCD 28023.
- Waka, '…as it flies…', Nowhere – Sargasso SCD 28053.
- Without in Dots/Lines, Takao Hyakutome (2015).
- Woanders in Other Places, NEOS 12423 (2024).

## Schriften
Bücher
- Im Inneren: Die Musik von John Palmer - Gespräche und Essays, hrsg. von Sunny Knable. Deutsches Vorwort von Egbert Hiller. Vision Edition 2025. ISBN 978-1-0687122-3-4.
- Harpsichord Reimagined - Resonances in Contemporary Music, hrsg. mit Jane Chapman. Vision Edition 2025. ISBN 978-1-0687122-1-0.
- Looking Within: The Music of John Palmer - Dialogues and Essays, hrsg. von Sunny Knable. Vision Edition 2021. ISBN 978-0-9931761-7-3.
- Mortuos Plango, Vivos Voco by Jonathan Harvey. An aural score, analysis and discussion, 008-MA, 009-MP, 0010-MP Vision Edition 2018. ISBN 978-0-9931761-3-5. ISMN: 979-0-9002315-4-3, 979-0-9002315-5-0.
- Conversations (2015, zweite Auflage 2024). Vision Edition. 003-MC, 2015. ISBN 978-0-9931761-0-4.
- Rhythm to go. Vision Edition. 002-MP. 2013. 2. Auflage 2014. ISMN 979-0-9002315-1-2.
- Jonathan Harvey's Bhakti for chamber ensemble and electronics, Studies in History and Interpretation of Music. Edwin Mellen Press 2021. ISBN 0-7734-7436-6
- Formal Strategies in Composition. PhD Thesis, City University, London, 1994. PDF, 4,3 MB

Artikel
- Introduction to ‘Images of the mind. Paper für den KlangArt International Congress ‘New Music & Technology’ in Osnabrück 1997. In: ‘Musik und Neue Technologie 3, Musik im virtuellen Raum’, hrsg  von Bernd Enders, Universitätsverlag Rasch, Osnabrück 2000. ISBN 3-934005-64-0.
- Conceptual models of interaction: towards a perceptual analysis of interactive composition (1997/1998). Paper für die 1997 Sonic Arts Network Conference, University of Birmingham, UK, 10.–12. Januar 1998. In: Seamus Journal, USA, Vol. XIV no. 1, Summer 1999. Society for Electro-Acoustic Music in the United States, Sonic Arts Network.
- Perceptual Abstraction and Electroacoustic Composition. Paper für die 1998 Seamus Conference, Dartmouth College, NH, USA, 16.–18. April 1998 (1997/1998). In: Seamus Journal, USA, Vol. XIII, No. 2, Fall 1998. Society for Electro-Acoustic Music in the United States.
- Listening: towards a new awareness of a neglected skill (1997). Paper für die Stockholm Hey Listen! International Conference on Acoustic Ecology, 9.–13. Juni 1998 Veröffentlicht von „the Royal Swedish Academy of Music“, Juni 1998.
- Which Global Music? (1999). Paper für den Klangart Kongress, Osnabrück, Juni 1999. In: ‘Musik und Neue Technologie 4’, hrsg. von Bernd Enders, Epos music Universitätsverlag, Osnabrück 2003. ISBN 978-3-923486-01-4[4]

- The lesson of freedom: Remembering Luc Ferrari (2005). In: 'Soundscape – The Journal of Acoustic Ecology', Vol. 6, No. 1, Spring/Summer 2005. ISSN 1607-3304